# Macropanax dispermus
Macropanax dispermus é uma espécie vegetal do gênero Macropanax.

## Sinônimos
- Aralia calyculata Zoll. & Moritzi
- Aralia disperma Blume
- Brassaiopsis disperma (Blume) K.Koch
- Brassaiopsis floribunda (Miq.) K.Koch [Illegitimate]
- Cromapanax lobatus Grierson
- Hedera disperma (Blume) DC.
- Hedera serrata Wall. [Invalid]
- Macropanax floribundus Miq.
- Macropanax oreophilus Miq.
- Macropanax serratifolius K.M.Feng & Y.R.Li
- Panax serratus Wall. ex DC.